# Peter Davenport
Peter Davenport (ur. 24 marca 1961 w Birkenhead) – angielski piłkarz występujący na pozycji napastnika oraz trener.

## Kariera
Jako zawodnik Nottingham Forest, Manchesteru United, Middlesbrough oraz Sunderlandu rozegrał łącznie 263 spotkania i zdobył 87 bramek w Division One. W tych rozgrywkach zadebiutował w barwach Nottingham 1 maja 1982 w przegranym 0:2 meczu z Liverpoolem. Swojego pierwszego gola w Division One strzelił 12 maja 1982 w wygranym 2:0 spotkaniu z Tottenhamem.
W reprezentacji Anglii wystąpił jeden raz, 26 marca 1985 w wygranym 2:1 towarzyskim meczu z Irlandią.